# Spur Award
Der Spur Award ist ein Literaturpreis im Genre Western-Literatur, der seit 1953 mit wenigen Unterbrechungen jährlich vom Schriftstellerverband Western Writers of America in mehreren Kategorien vergeben wird. Es werden nicht nur Romane ausgezeichnet, sondern unter anderem auch Titelbild-Illustratoren und Western-Biografien.

## Auswahl der Preisträger
- 1955 – Wayne D. Overholser für The Violent Land
- 1965 – Willis Todhunter Ballard für Gold in California und Vardis Fisher für Mountain Man
- 1967 – Chad Oliver für The Wolf is My Brother
- 1967 – Donald Hamilton für The Guns of William Longley (dt. Die Revolver von William Longley) (Best Short Fiction)
- 1969 – Louis L’Amour für Down the Long Hills
- 1973 – Lewis B. Patten für A Killing in Kiowa
- 1986 – Larry McMurtry für Lonesome Dove
- 1992 – Richard Matheson für Journal of the Gun Years
- 2003 – Sandra Dallas für The Chili Queen
- 2016 – T. J. Stiles für Custer’s Trials: A Life on the Frontier of a New America
- 2018 – Taylor Sheridan für Wind River (Best Western Drama Script)